# Loderein

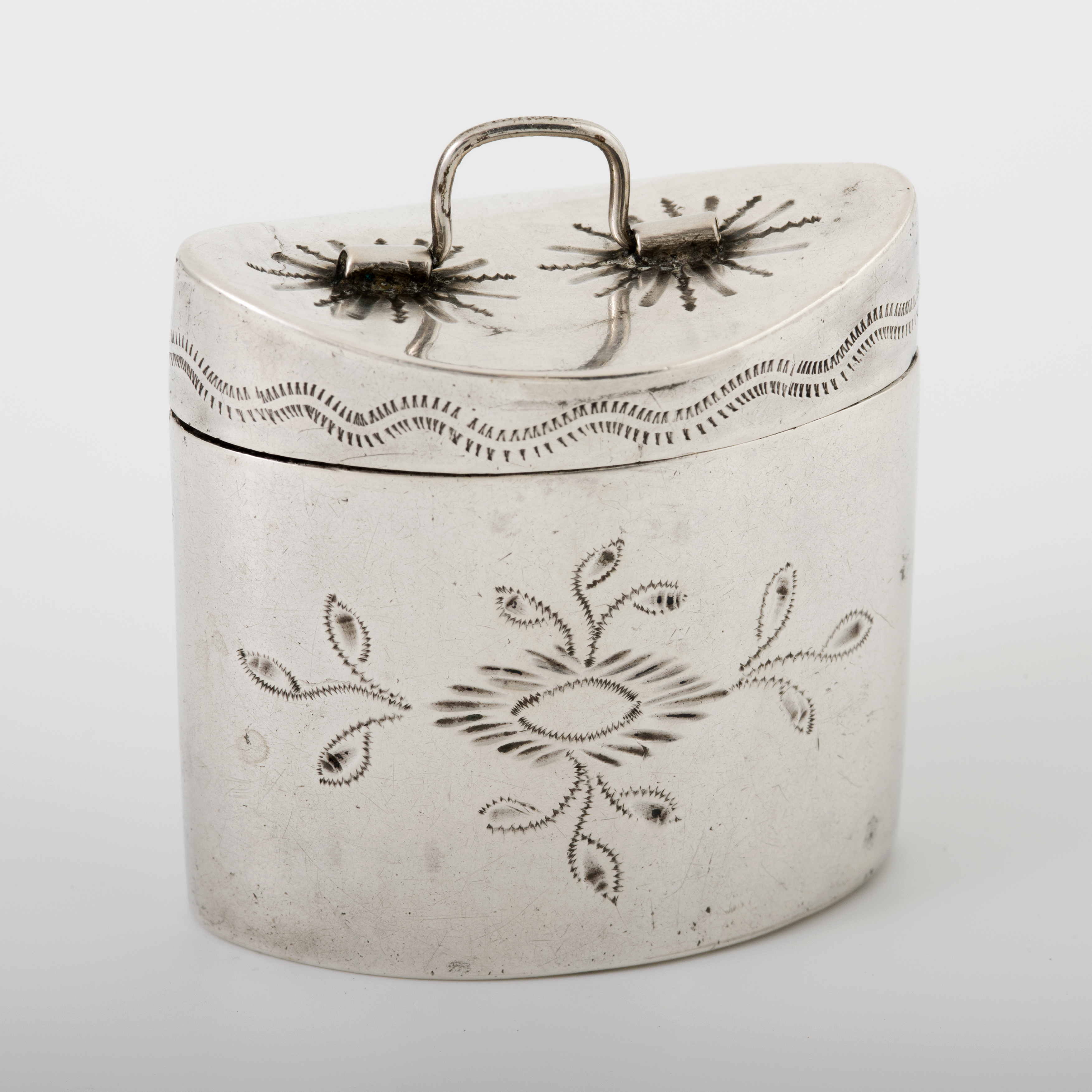
Zilveren loddereindoosje met gegraveerde decoratie, Museum Rotterdam

Loderein (ook wel lodderein of odelarein) is een vroeger gebruikt soort reukwater, verwant aan eau de cologne. Het woord is een verbastering van het Franse L'eau de la reine, ofwel 'koninginnewater'.

## Achtergrond
Loderein werd zowel als reukwater als afrodisiacum gebruikt, en ontleent zijn naam aan koningin Elisabeth van Hongarije. Zij gebruikte het recept om eind 14e eeuw de jonge koning Lodewijk I van Polen te versieren.
Het woord eau ('water') wordt in de parfumerie gedefinieerd als een oplossing van vluchtige geurstoffen, die opgelost zijn in een etherische olie, in gedestilleerd water of alcohol. De geur van een eau poogde meestal een bloemengeur te benaderen of te incorporeren, zoals lavendel, rozen of jasmijn. Dit soort geurwater werd reeds sinds de oudheid voor meerdere doeleinden gebruikt, zoals het verbloemen van menselijke geur, het verfrissen van het lichaam, het camoufleren van nare geurtjes in ruimten, het opfrissen van kleding, en het besprenkelen van lijken tegen rottingslucht.
Loderein was een kostbare vloeistof die slechts door rijken en welgestelden kon worden aangeschaft. Het werd bewaard in speciale (vaak zilveren) lodereinblikjes of -potjes. Er bestonden ook aparte lodereindoosjes (reukdoosjes) die bij opening een aangename geur verspreidden. Deze doosjes werden door vrouwen bij zich gedragen, en bevatten een sponsje of watje, waarmee de huid gedept kon worden. Voorbeelden van deze loddereindoosjes zijn te vinden in de collecties van het Rijksmuseum Amsterdam en Museum Rotterdam.
Tegenwoordig wordt door diverse parfumfabrikanten de benaming 'eau de la reine' in variaties weer gebruikt, zoals de L'eau de la reine Margot van Nicolas de Barry.

## Voorbeeld van een receptuur
- 4 delen bloemen en blaadjes van de rozemarijnstruik
- 1 deel lavendelbloempjes

Deze ingrediënten werden opgelost in een alcoholoplossing van 40% en moesten dan een maand intrekken. Vervolgens werd het mengsel gezeefd en moest het op een donkere plek worden opgeslagen.
Ook komt een receptuur voor waarin sprake is van een destillaat van rozemarijn, ceder en terpentijn. 

## Afbeeldingen

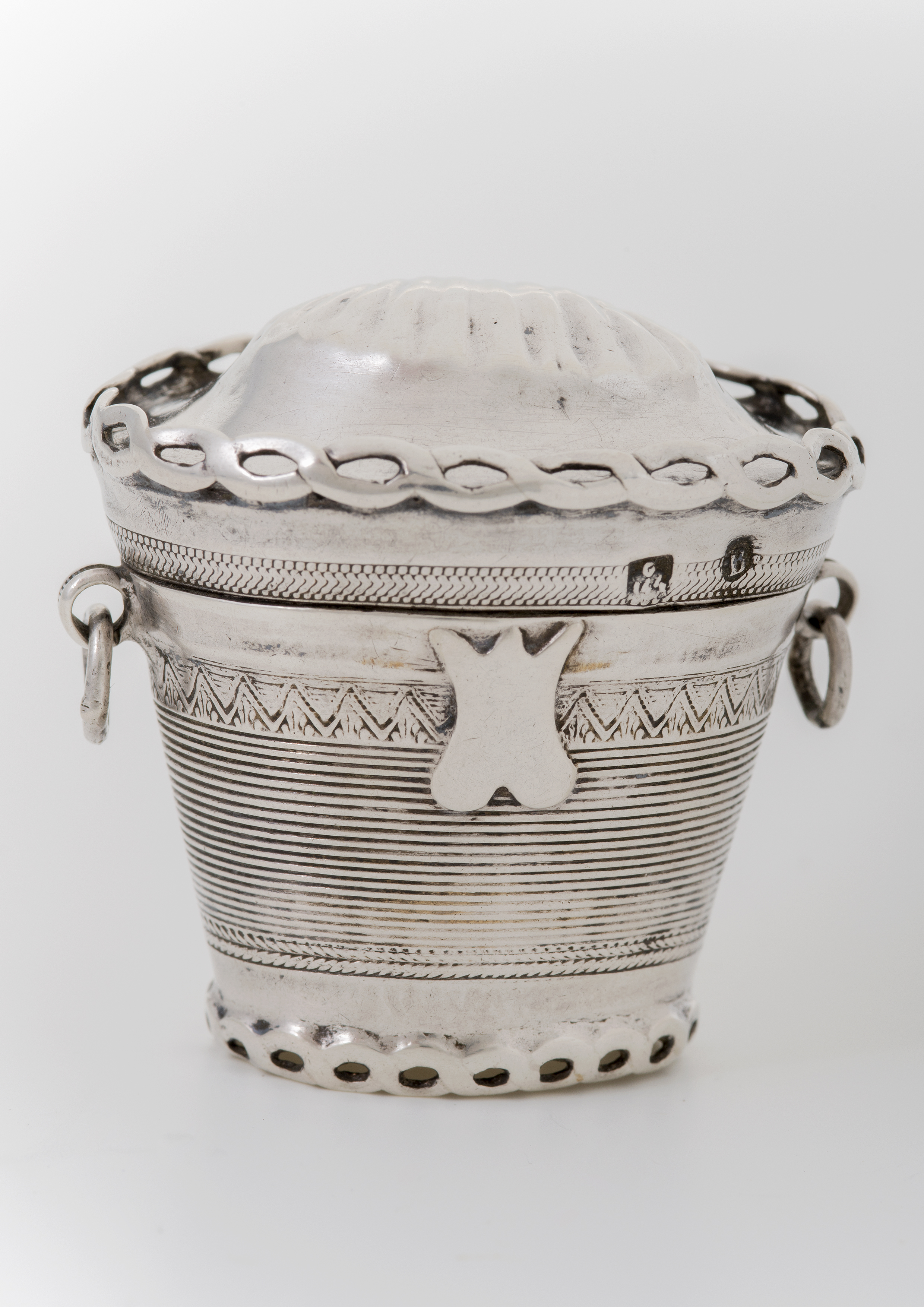
Zilveren loddereindoosje, Museum Rotterdam
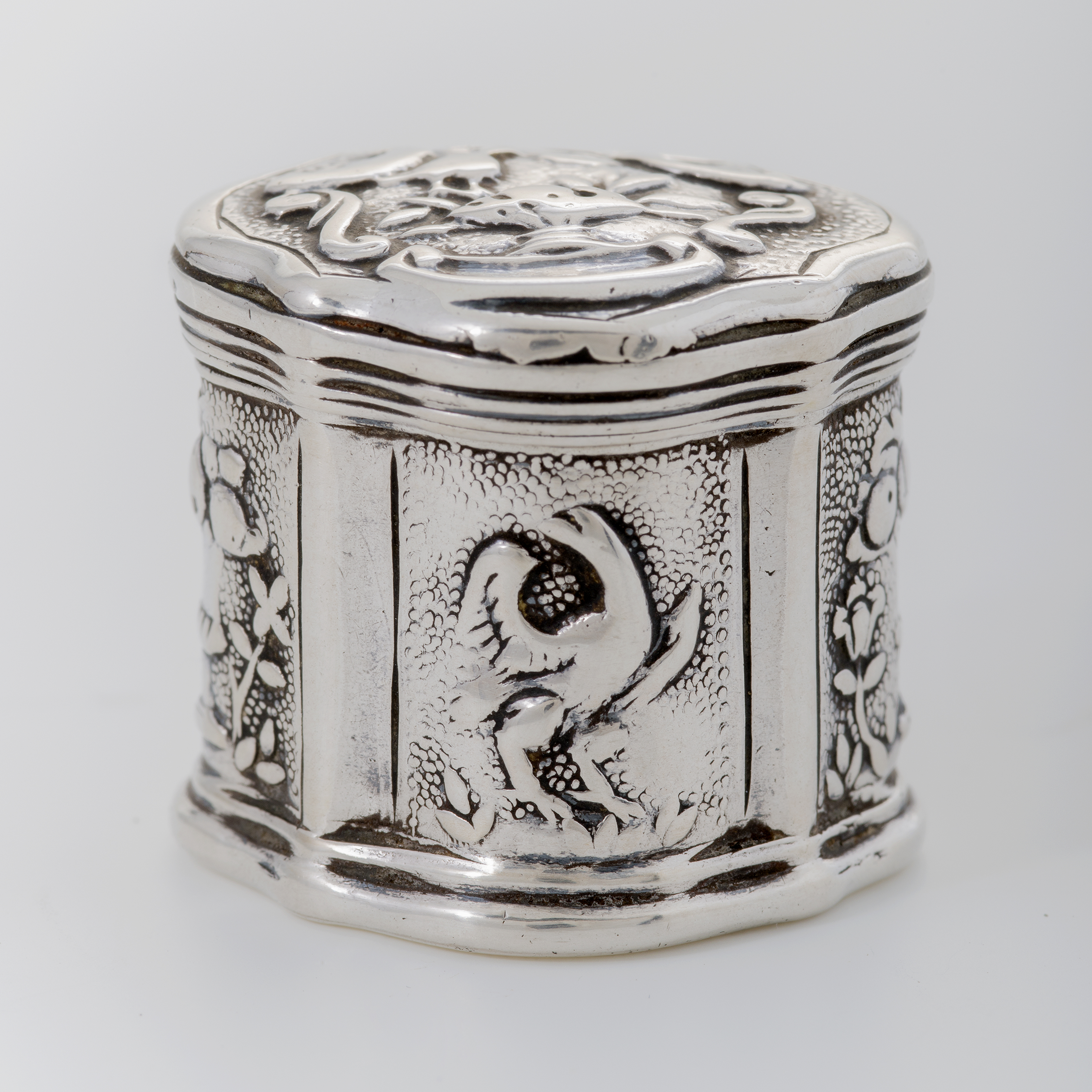
Zilveren loddereindoosje met spons, Museum Rotterdam
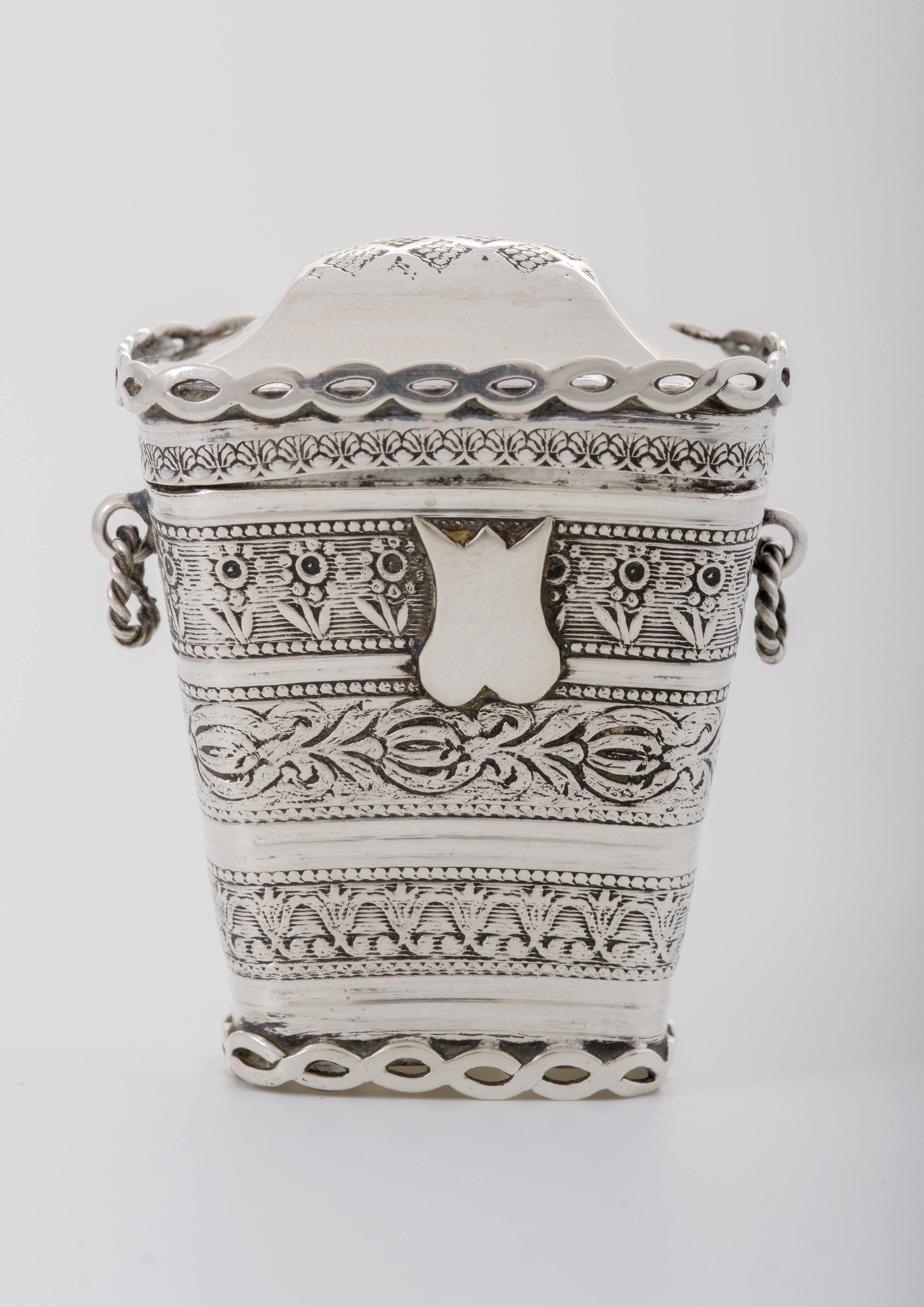
Zilveren loddereindoosje met spons, Museum Rotterdam